# Synagoge (Kasejovice)

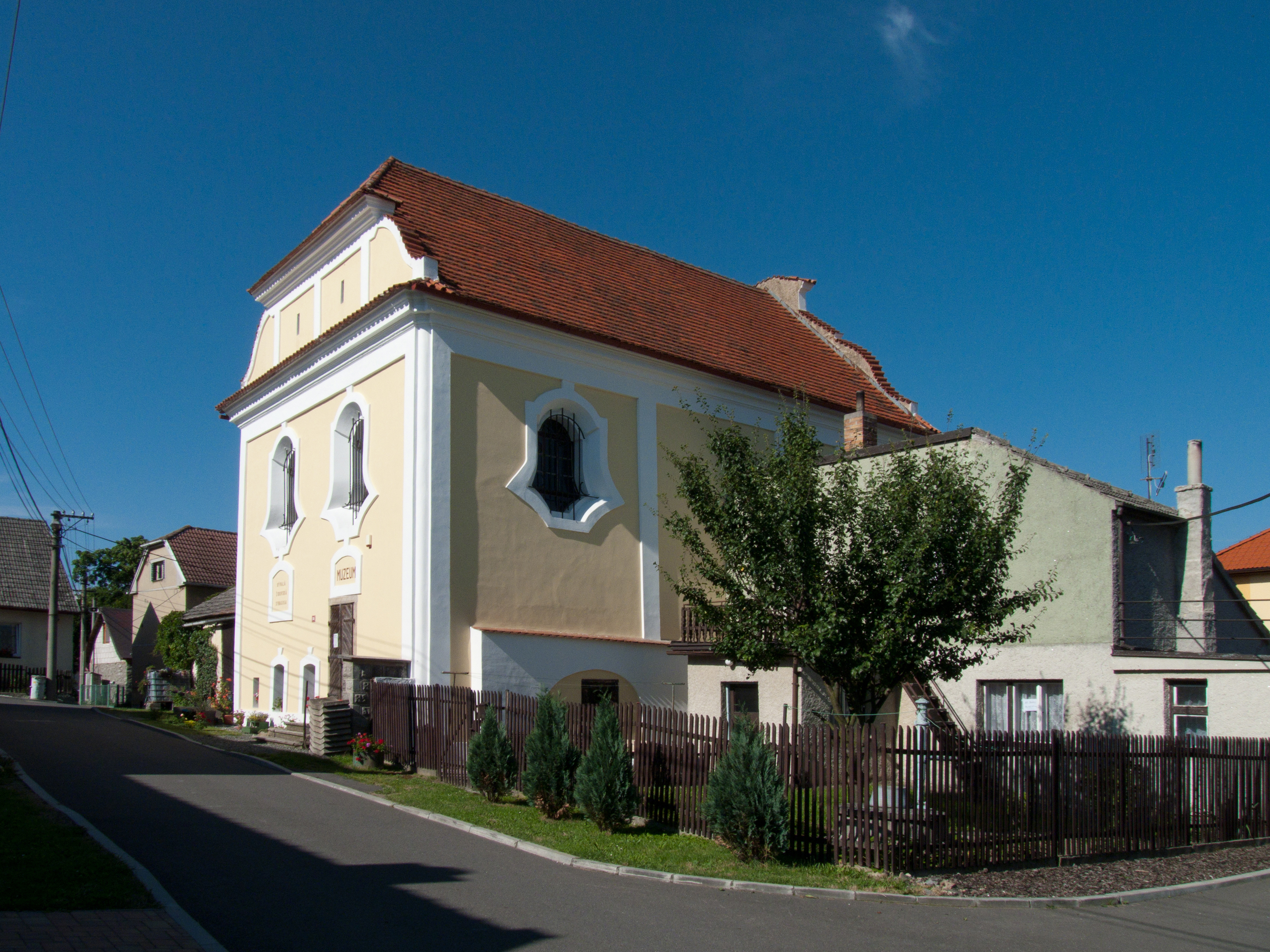
Synagoge in Kasejovice

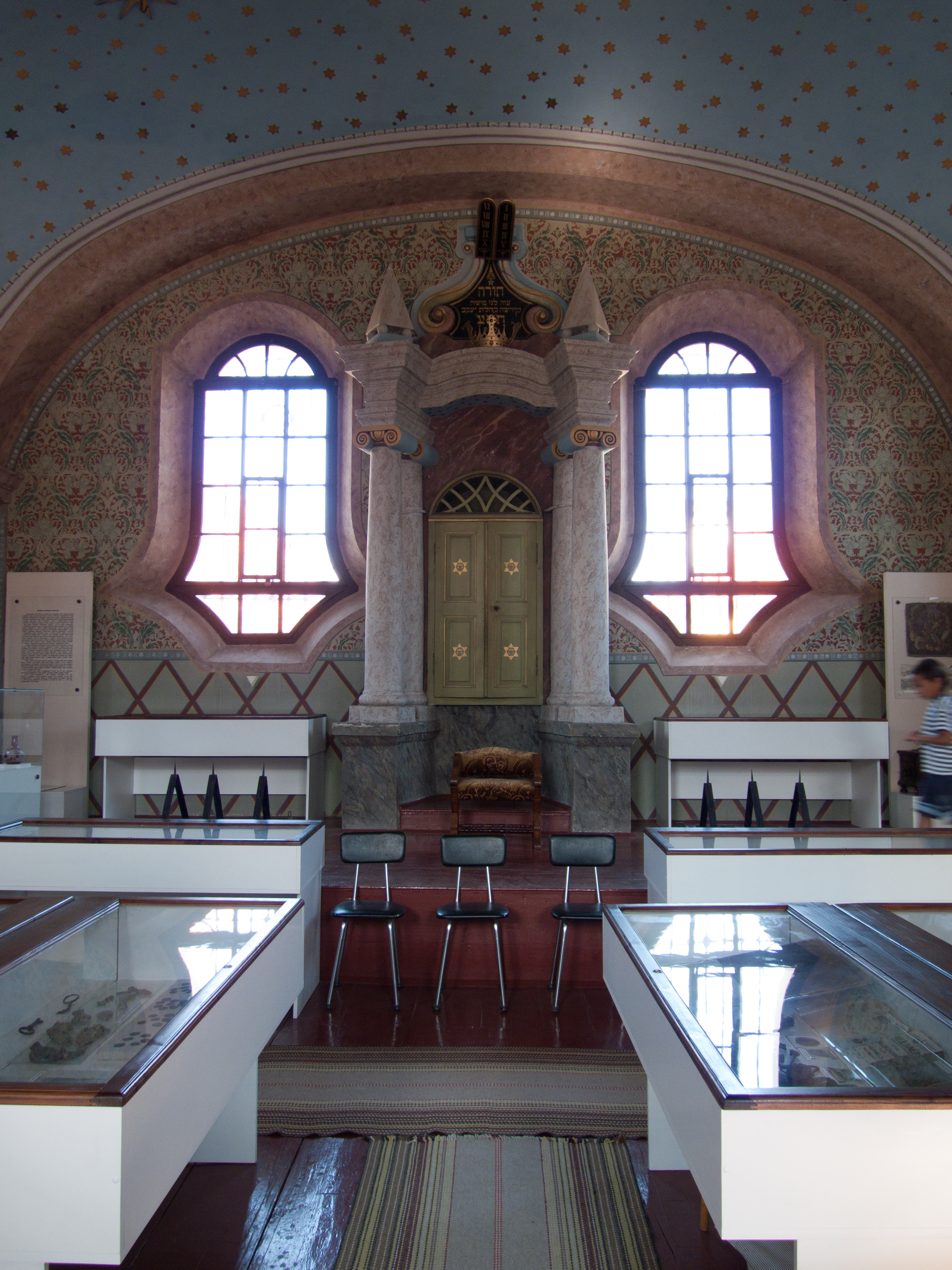
Innenansicht mit Thoraschrein

Die Synagoge in Kasejovice (deutsch Kassejowitz), einer Stadt im Okres Plzeň-jih (Bezirk Pilsen-Süd) in Tschechien, wurde in der Mitte des 18. Jahrhunderts errichtet. Die profanierte Synagoge ist seit 1988 ein geschütztes Kulturdenkmal.

## Geschichte
Die im Stil des Barock gestaltete Synagoge wurde mehrfach umgebaut. Bis in die 1920er Jahre fanden hier Gottesdienste statt.
Das restaurierte Synagogengebäude dient seit 1993 kulturellen Zwecken. In der Synagoge ist eine Sammlung von Judaica ausgestellt.